# Часы на Спасской башне
Часы́ на Спа́сской ба́шне — часы-куранты на Спасской башне Московского Кремля, одни из древнейших действующих башенных механических часов в мире. Первые часы установили в XV веке, в дальнейшем они неоднократно реставрировались и заменялись. Ежегодно на фоне Спасской башни президент РФ выступает с поздравительной речью, а звон колоколов объявляет о наступлении Нового года.

## История

### Первоначальные часы

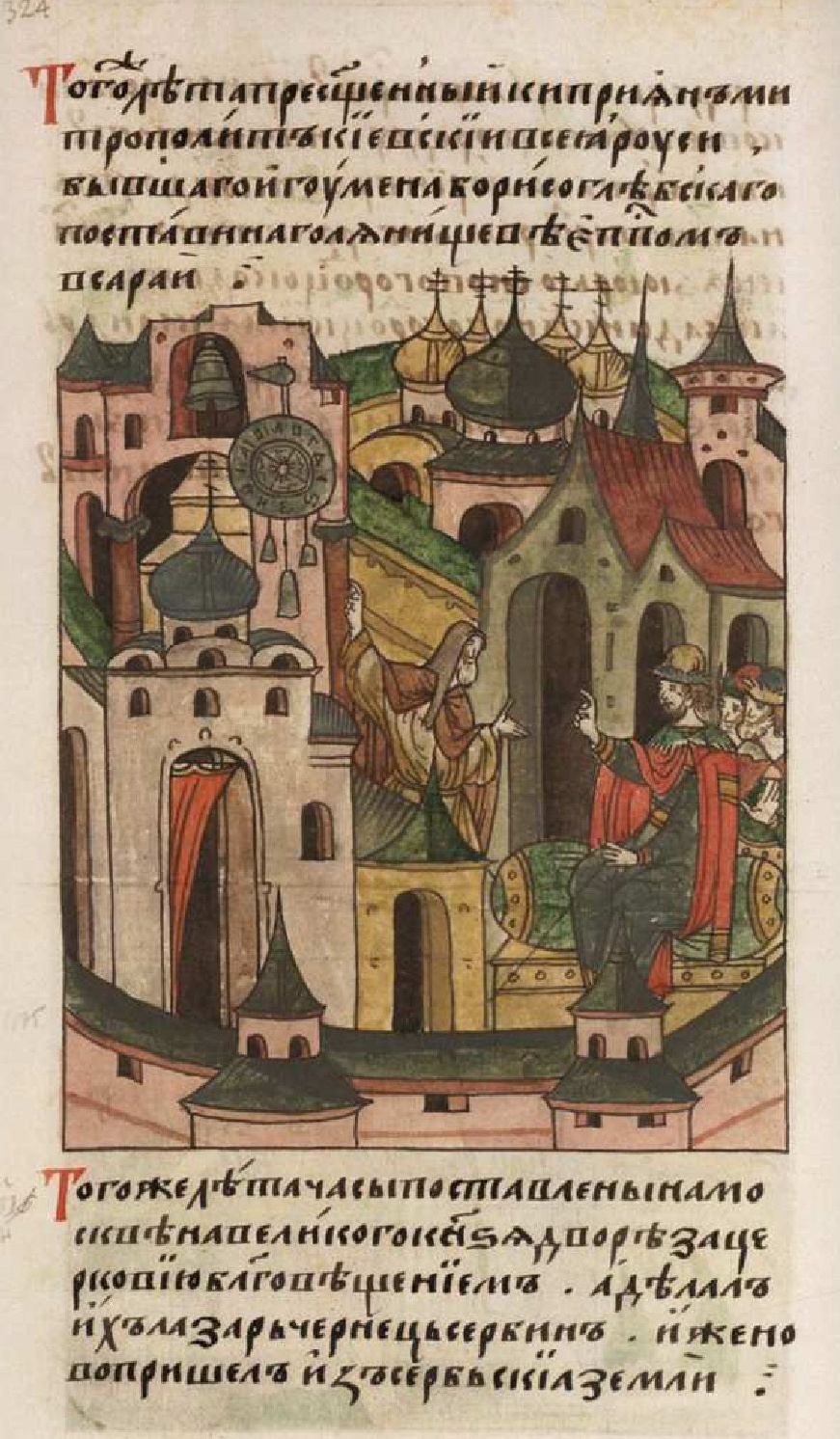
Часы 1404 года

Первые кремлёвские часы, без музыкального боя, собрал в 1404 году сербский монах Лазарь. Они были установлены за соборной Благовещенской церковью на великокняжеском дворе. От древнего храма к Кремлю вёл деревянный переход.
В тексте несохранившейся Троицкой летописи также есть упоминание о новых затейливых часах с некими куклами, ударявшими в колокол каждый час.
Въ лѣто 6912, Индиката 12, Князь Великій замысли часникъ и постави е на своемъ дворѣ за церковью за Св. Благовѣщеніемъ. Сій же частникъ наречется часомѣерье, на всякій же часъ ударяетъ молоткомъ въ колоколъ, размѣряя и разчитая часы нощныя и дневныя, не бо человѣкъ ударяше, но человѣковидно, самозвонно и самодвижно, страннолѣпно нѣкако створено есть человѣческою хитростью, преизмечтано и преухищрено. Мастеръ же и художникъ сему бѣяше нѣкоторый Чернецъ, иже отъ Святыя горы пришедый, родомъ Сербинъ, именемъ Лазарь, цѣна же сему бѣяше вящьше полувтораста рублевъ.Полное собрание российских летописей. Том 18, стр. 281
Воскресенская летопись добавила к этому, что они были «чюдно велики и с луной», то есть, показывали фазы луны. На миниатюре, изображённой в Лицевом летописном своде, очень сложный гиревой механизм, созданный афонским священнослужителем Лазарем, показан несколько упрощённо. Скорее всего, художник уже не мог видеть это древнее устройство и изобразил что-то более ему привычное. Как часто бывало на подобных иллюстрациях, мастер нарисован на ней рядом со своим творением, показывающим его великому князю московскому Василию I Дмитриевичу. Часы изображены с 12-часовым циферблатом и перекрестием посередине, что указывает на их византийское происхождение.

### Часы старого типа

#### XV—XVI века
Спасская башня была возведена в 1491 году итальянским зодчим Пьетро Антонио Солари на месте Фроловской стрельницы белокаменного Кремля, на месте бывших главных ворот для укрепления северо-восточной части. Предположительно, первоначальное название башни — Фроловская — появилось по названию церкви во имя Святых мучеников Фрола и Лавра, покровителей домашнего скота. Это название просуществовало до середины XVII века. Возможно, в глубокой древности эта церковь стояла неподалёку от ворот, однако в письменных источниках о ней нет упоминаний. Более вероятно, что название произошло от одной из трёх церквей, расположенных относительно недалеко за пределами Кремля.
Свидетельством строительству являются плиты из белого камня, установленные над въездными воротами башни. С внутренней стороны плит нанесена надпись на русском языке, а с внешней — на латыни:
В лето 6999 июля божией милостию сделана бысть сия стрельница повелением Иоанна Васильевича государя и самодержца всея Руси и великого князя Володимирского и Московского и Новгородского и Псковского и Тверского и Югорского и Вятского и Пермского и Болгарского и иных в 30 лето государств его, а делал Пётр Антоний Солярио от града Медиолана.
Ворота были построены без ныне существующей башни. Стенообразную постройку на четыре угла накрыли шатровой кровлей, над которой установили большого двуглавого орла. В середине башни висел колокол для часового боя. Точное время появления башенных часов в Кремле неизвестно, но часовщики на службе у царя появились уже в XV веке.
Установка часов была продиктована потребностью горожан разраставшейся столицы. Вероятнее всего, первые часы были установлены на Фроловских воротах — в самом видном месте для торговцев и служителей обширного царского двора. К 1585 году часы были у Фроловской (Спасской), Тайницкой и Троицкой башен. У каждой из них на службе числились особые часовники.

#### XVII век

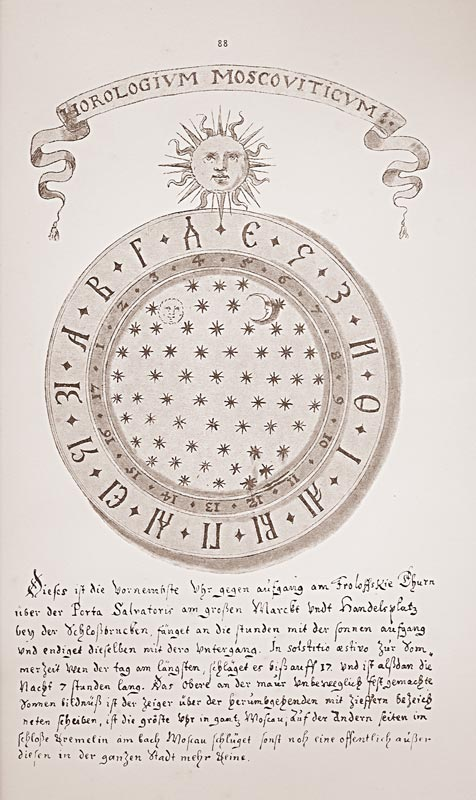
Часы Спасской башни в XVII веке

В XVII веке кремлёвские башни украсили декоративными шатрами. В 1613—1614 годах упоминается часовник при Никольских воротах. Известно, что в 1614 году часовником Фроловских ворот был Никифор Никитин, тогда же в последний раз упоминались часы в Никитской башне.
До эпохи Петра I часы на башнях были «русскими» — как называли их в то время: они делили время на дневное от рассвета и ночное от заката.
Русские часы делили сутки на часы денные и на часы ночные, следя за восхождением и течением солнца, так, что в минуту восхождения на русских часах бил первый час дня, а при закате — первый час ночи, поэтому почти каждые две недели количество часов денных, а также и ночных, постепенно изменялось, как записано в святцах:
В начале сентября, с которого начинался тогдашний новый год, именно с 8 числа, било 12 часов дня и 12 часов ночи; с 24 сентября 11 ч. дня и 13 ч. ночи; с 10 октября 10 ч. дня и 14 ч. ночи; с 26 октября 9 ч. дня и 15 ч. ночи; с 11 ноября 8 ч. дня и 16 ч. ночи; с 27 ноября 7 ч. дня и 17 час. ночи. В декабре (12 числа) был возврат солнцу на лето и потому часы оставались те же. Затем с 1 генваря било 8 часов дня и 16 ночи; с 17 генваря 9 ч. дня и 15 ч. ночи; с 2 февраля 10 ч. дня и 14 ч. ночи; с 18 февраля 11 ч. дня и 13 час. ночи; с 6 марта 12 ч. дня и 12 ч. ночи; с 22 марта 13 ч. дня и 11 ч. ночи; с 7 апреля 14 ч. дня и 10 ч. ночи; с 23 апреля 15 ч. дня и 9 ч. ночи; с 9 мая 16 ч. дня и 8 ч. ночи; с 25 мая 17 ч. дня и 7 час. ночи. В июне, 12 числа, возврат солнцу на зиму - часы оставались те же, что и с 25 мая. С 6 июля било 16 ч. дня и 8 ч. ночи; с 22 июля 15 ч. дня и 9 ч. ночи; с 7 августа 14 ч. дня и 10 ч. ночи; с 23 августа 13 ч. дня и 11 ч. ночи.
 По описанию шведского дипломата и историка Петра Петрея в начале XVII века «русские» часы имели нулевой час: «Надобно также заметить, что русские считают часы и ставят стрелку не так, как водится у нас, а начинают считать с утра, когда станет всходить солнушко, и считают часы до самого его заката. Как только пройдет с час времени после солнечного восхода, колокол бьёт один раз. Потом, когда солнушко поднимется на два часа над землёй, колокол бьёт два раза, да так и продолжается до солнечного заката и наступления ночи. С этого захождения солнца они опять считают часы до его восхождения и рассвета.» Д. И. Прозоровский поставил под сомнение сам принцип отсчета часов от восхода солнца: по его оценке, «начало дня то предшествовало восходу, то имело свой предел после восхода, поверочною точкою долженствовал служить полдень, который во всех часовых счислениях определён довольно точно». Соответственно, при смене продолжительности интервалов дня и ночи при переводе часов учитывалась поправка смещения полудня.
Часы ремонтировались в 1614, 1619, 1621 годах, некоторые детали в них заменялись. В 1624-м часы продали на вес Спасскому монастырю в Ярославле.
В 1624-м царь Михаил Фёдорович решил установить на Спасской башне более сложные часы по проекту Галовея. Для устройства нового прибора мастер предложил увеличить высоту башни. Работы по её перестройке закончили через год, тогда же демонтировали старые часы. Новые совместно с Галовеем изготовили и русские кузнецы Ждан с сыном и внуком, литейщиком Кириллом Самойловым. Самойлов отлил к новым часам 13 колоколов. Английский инженер Христофор Галовей, приехавший в Россию в 1621-м, шутливо объяснял подобное строение часов: «Так как русские поступают не так, как все другие люди, то и произведённое ими должно быть устроено соответственно».

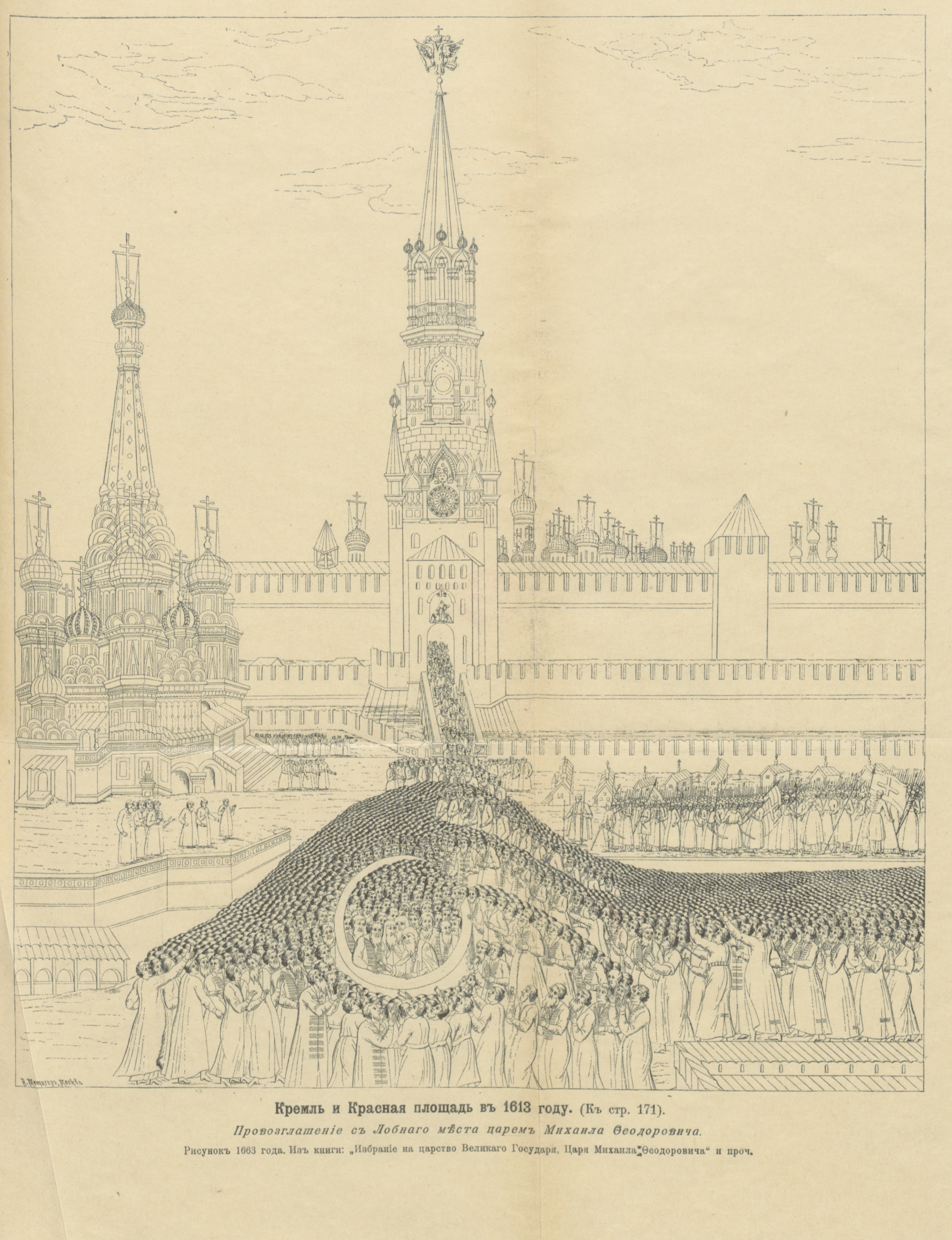
Спасская башня с часами XVII века, вид целиком. Рисунок 1663 г.

Во время сильного пожара в мае 1626 года часы и башня полностью сгорели, восстановить их было невозможно. К 1628-му Христофор Галовей создал новые часы взамен утраченных. Мастер изготовил из дубового массива циферблат привычного для москвичей типа — с неподвижным внутренним кругом и подвижным внешним диском. Пятиметровый диск был поделён на 17 частей — максимальное число дневных часов в летнее время. На циферблате использовались два типа цифр: позолоченные медные славянские буквы-цифры размером в аршин и маленькие арабские цифры. Стрелкой служил длинный луч Солнца с верхней части циферблата. На месте современного "восточного" циферблата курантов располагался круг — подвижная карта зодиакальных созвездий или недельный календарь, согласно современной реконструкции Аввакумова Николая Михайловича. Под "северным", "западным" и "южным" современными циферблатами были найдены остатки старых циферблатов. Ранее остатки циферблата зарисовывал арх. Герасимов.
5 октября 1654 года Фроловская башня снова сгорела. Во время ночного пожара пострадали часы, а колокол упал, проломил своды и разбился. Потушить пожар оказалось невозможно. Часовщик на допросе заявил, что «заводил часы без огня и от чего на башне загорелось, он про то не ведает». По словам современников, когда царь Алексей Михайлович увидел обгоревшую Спасскую башню, то горько заплакал. По свидетельству современников, это были «…чудесные городские железные часы, знаменитые во всём свете по своей красоте и устройству и по звуку своего большого колокола, который был слышен … более чем на 10 вёрст». Восстановить часы решили только спустя 13 лет. 26 апреля 1658 года Алексей Михайлович издал указ о переименовании Фроловской башни в Спасскую — в честь помещённых со стороны Красной площади иконы Спаса Смоленского и со стороны Кремля иконы Спаса Нерукотворного:
На Москве в Кремле и в Белом городе ворота писать и называть: в Кремле, которыя ворота назывались Фроловскими вороты, и те ворота Спасския….
В 1661 году посол австрийского императора барон Мейерберг зарисовал изображение Фроловских часов. «Часы, описанные Мейербергом, были длиной в 3 аршина, вышиною в 2 3/4 аршина, шириною 1 1/2 аршина.» В 1668 году часы отремонтировали и очистили от ржавчины. Металлические детали «мылись в большом корыте» и двое суток кипятились в пивном котле, затем тщательно чистились мелким речным песком, затем их протёрли ветошью и обильно «смазали квашеным салом» Затраты на ремонт..

В 1678, по версии Бернгарда Таннера, на Спасской башне были размещены 24-часовые часы.

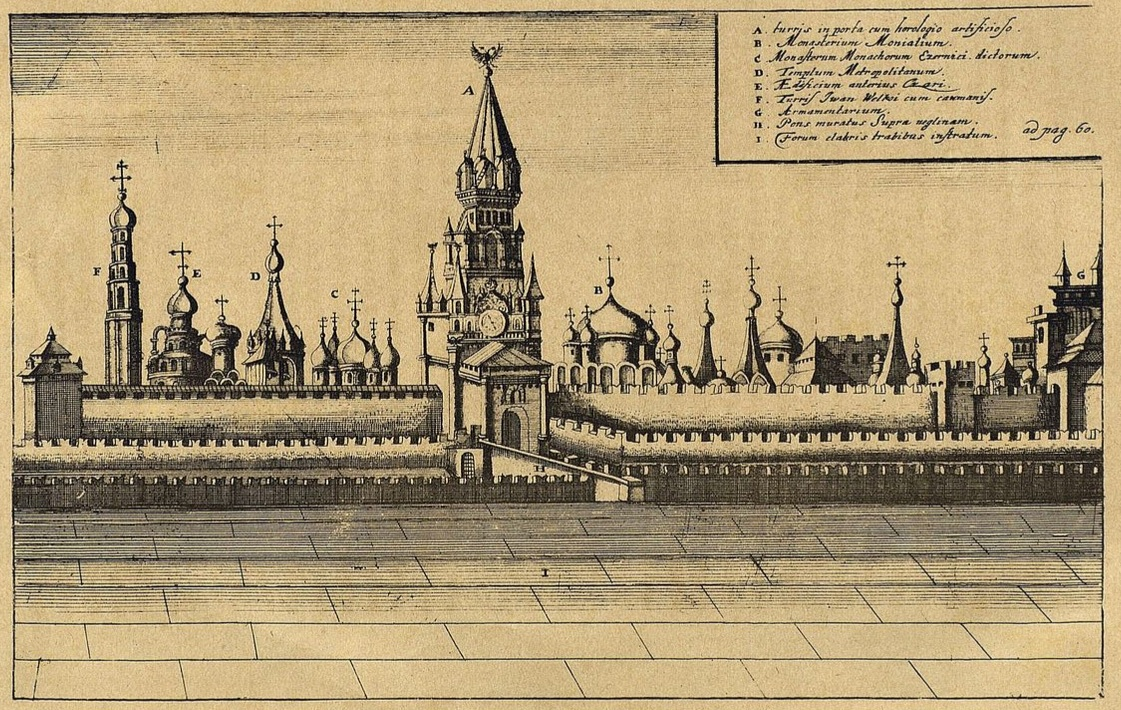
Спасская башня с 24-часовыми часами в 1678 году.

 Вот как он описывает их: «Въ нихъ выходомъ служатъ двое воротъ къ Китай-городу, да двое же къ Бѣлому городу съ каменными по ту и другую сторону мостами, возведенными на насыпяхъ. ... На первыхъ воротахъ со стѣны возвышается башня —  массивная, красивая и прочная; на башнѣ замѣчательны часы, по образцу чешскихъ раздѣленные на 24 части, называемыя у нихъ часами (Czacii), такъ хитро, что меньшіе колокола по порядку наигрываютъ музыкальную гамму и, какъ скоро проиграетъ она разъ, показывается перваа четверть, а вторая, третья и четвертая — когда она повторится два, три и наконецъ четыре раза; часы же обозначаются ударами большаго колокола.» Потом были возвращены «русские» часы, согласно другому источнику: «Одинъ только de la Neuville, бывшій въ 1689 году посланникомъ въ Москвѣ, говорить, объ этихъ часахъ: «chez nous c'est l'aiguille, qui tourne autour du cadran, en Russie c'est justement lecontraire».» Перевод: «у нас это игла, которая вращается вокруг циферблата, в России именно противоположный». Часы прослужили до начала XVIII века и сгорели во время пожара 1701 года. По другой версии часам удалось уцелеть после пожара. «Въ 1703 г. часовникъ Григорій Алексѣевъ доносилъ о старыхъ часахъ, что на Спасской башнѣ у боевыхъ часовъ, у указнаго круга, что въ Кремль, верхнія шестерни испортились обѣ и тотъ указный кругъ не ходитъ.»

### Часы современного типа

#### XVIII век
В 1704 году Пётр I решил установить новые часы классического вида с «немецким циферблатом», поделённым на 12 часов. Часы заказали в Амстердаме и на 30 подводах доставили в Москву через Архангельск. Установкой в Спасской башне занимался часовых дел мастер Яким Гарнель. Работы начали в 1707-м и завершили в 1709-м. Новые куранты играли колокольную музыку. В первый раз они пробили начало нового часа в 9 утра 9 декабря 1706 года. По воспоминаниям иностранцев, звон 33 колоколов слышали «в окрестных деревнях более чем на десять вёрст». Также на часах установили дополнительные колокола-набаты для оповещения о пожарах в городе. Но куранты оказались ненадежными и часто ломались.
Так как столицу перенесли в Петербург, после смерти Петра I часы не ремонтировали, и они постепенно пришли в негодность. В 1732 году часовник Гаврил Паникадильщиков писал начальству о необходимости провести ремонт обветшавших часов. Он же повторно подал прошение спустя два года, в котором писал что: «часы за непочинкою пришли в пущую ветхость и все другие часы ветхостью превосходят» и представил список материалов, потребных на починку, в том числе стали 11 пудов, железа 24 пуда, проволоки 20 фунтов, канату посконного 100 саженей, два круга деревянных указных, жестяных золоченых слов: латинских – три, русских – два, получасовых – три, звезд жестяных белых – 12, три гири бомбовы по 10 пудов и пр. Проработали они до 29 мая 1737 года.
В 1737 году, после очередного московского пожара, часы на Спасской и Троицкой башнях серьёзно пострадали. Новые часы установили только в 1767-м по приказу императрицы Екатерины II, когда в Грановитой палате нашли большие английские курантовые часы. Работы проводил немецкий часовой мастер Фаций под руководством вице-президента Мануфактур-коллегии Сукина. Установка заняла три года и завершилась в конце 1770-го. Фаций настроил на курантах мелодию «Ах, мой милый Августин», она звучала около года. Это единственный случай в истории страны, когда куранты играли иностранную мелодию.

#### XIX век
В 1812-м во время отступления из Москвы Наполеон I приказал поджечь здания и взорвать Кремль. Под многие кремлёвские сооружения заложили порох. Взрыв должен был произойти одновременно с отходом последних французских солдат. Дождь частично помешал планам Наполеона, но из-за частичных взрывов произошло большое обрушение кремлёвской стены между Спасской и Беклемишевской башнями. Сами башни не пострадали.
Однако часы оказались испорчены французами и к 1815 году был организован их ремонт механиком-часовщиком Яковым Лебедевым.

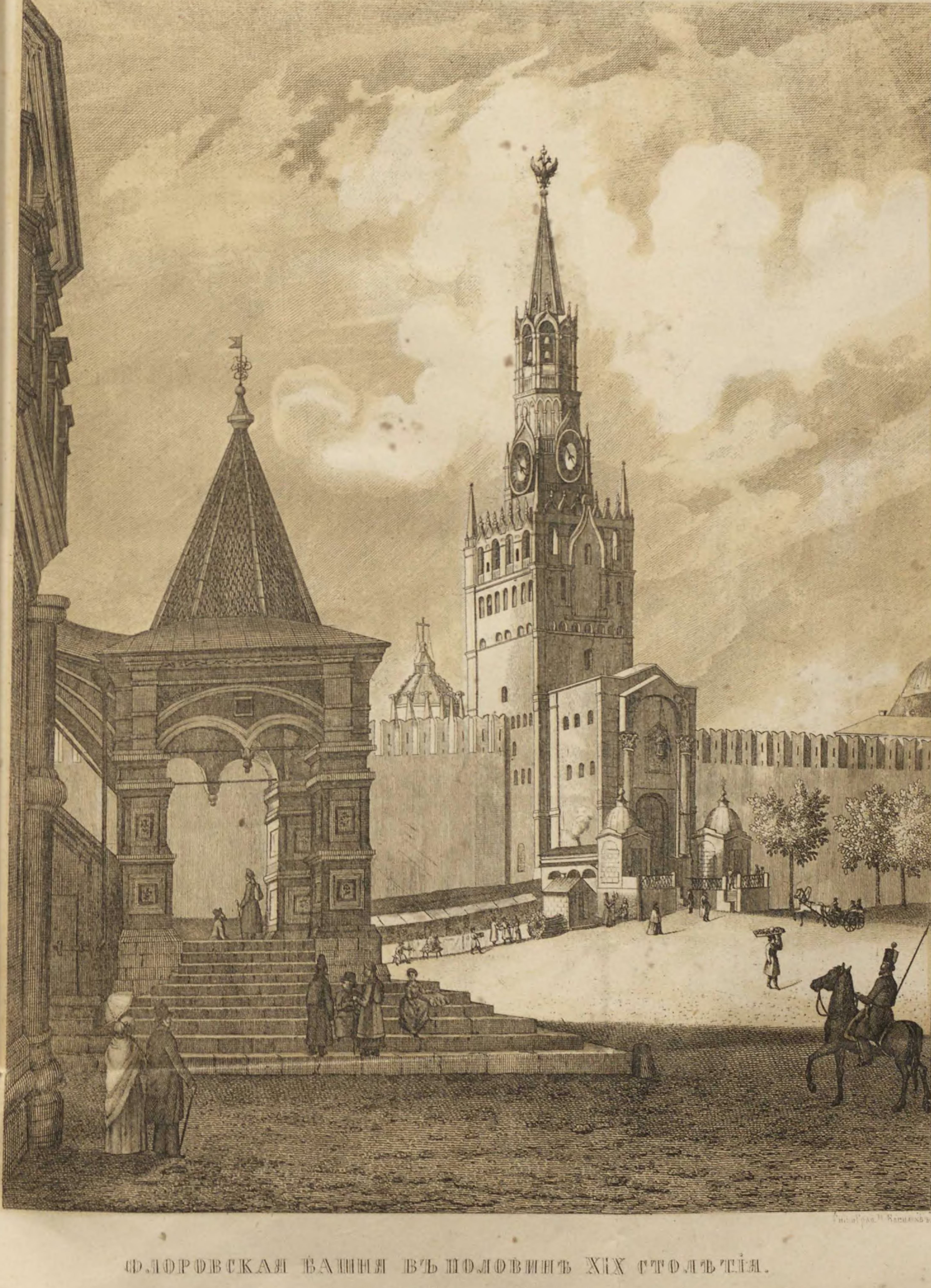
Спасская башня с часами в половине XIX века.

«У Бѣлянкина, въ его книжечкѣ, посвященной Спасской башнѣ, встрѣчается такое описаніе часовъ: «Крайній ободъ часовъ — голубой; средина каждаго наличника или круга отъ оконечности самыя каймы съ цифрами углубляется въ видѣ чаши внутрь и выкрашена краской бѣлаго цвѣта, а кайма—черная, съ мѣдными, позолоченными на ней римскими цифрами и съ мѣдною часовой позолоченной стрѣлой». Болѣе наглядное представленіе объ этомъ сочетаніи голубого, бѣлаго и золотого цвѣтовъ даетъ намъ акварель Рабуса (1800—1857), изображающая Спасскую башню въ то время, когда порталъ ея еще украшали двѣ ампирныхъ колонны съ фронтономъ.» «Ещё были не большіе круги, или наличники съ цифрами, обозначающіе минуты, и по которымъ били куранты; но онѣ въ началѣ ещё 19-го столетія за ветхостію сняты;»
Хотя на картине «Красная площадь в Москве» Фёдора Яковлевича Алексеева часы изображены с двумя стрелками.
27 октября 1850 года ученик часового дела Карчагин сообщил о плачевном состоянии механизма, работавшего почти сто лет со времён Екатерины II:
По сей причине в сём году несколько раз останавливался ход и бой четвертей, и каждую остановку я отражал возможным способом, также отскоблил сгустившуюся на часах смазку и разжижал её скипидаром… бой четвертей вовсе остановился 24-го числа сего месяца.Из рапорта в Московскую Дворцовую контору.
Архитектор Тон и часовые мастера братья Бутенопы — владельцы крупнейшего машинного завода — осмотрели часы и пришли к выводу, что «Спасские башенные часы в настоящее время находятся в состоянии близком к совершенному расстройству: железные колеса и шестерни от долговременности так истерлись, что в скором времени сделаются совершенно негодными, циферблаты пришли в большую ветхость. Мы, московские купцы, почётные граждане братья Бутенопы принимаем на себя переделку больших башенных часов на Спасской башне в Кремле, с тем, чтобы означенные часы в полной мере исполнили свое предназначение, показывая с верной точностью течение времени часов, минутами, боем четвертей и полных часов». Бутенопы провели капитальный ремонт и полную реконструкцию курантов. Мастера опытным путём создали новые прочные сплавы для часов и заменили все старые шестерёнки на новые. Они установили новые циферблаты на всех четырёх сторонах башни, покрасили их чёрной краской, а медные числа покрыли червонным золотом, железные стрелки покрыли медью с позолотой. Для часового музыкального устройства использовали 35 колоколов, снятых с кремлёвских башен и специально подобранных по тонам. Новые куранты соответствовали последним достижениям науки и техники той эпохи. На станине часов сохранилась надпись: «Часы переделаны в 1851 году Братьями Бутеноп в Москве».
Николай I распорядился оставить для звона две мелодии: «…чтобы часовые куранты разыгрывали утром Преображенский марш Петровских времён, употребляемый для тихого шага, а вечером — молитву „Коль славен наш Господь в Сионе“, обыкновенно играемую музыкантами, если обе пьесы можно будет приспособить к механизму часовой музыки». От исполнения гимна «Боже, царя храни!» колоколами император отказался.
В память о работе над курантами Иван Бутеноп создал напольные часы — уменьшенную модель Спасских часов. В настоящее время они хранятся в московском Политехническом музее.
Примерно на 1872 год на Спасской башне находится 36 колоколов, из них 9 бьют четверти, а десятый часы.
В 1879 году был произведен небольшой ремонт курантов часовым мастером Вл. Фреймутом, который после этого стал часовщиком Спасской башни.

#### XX век

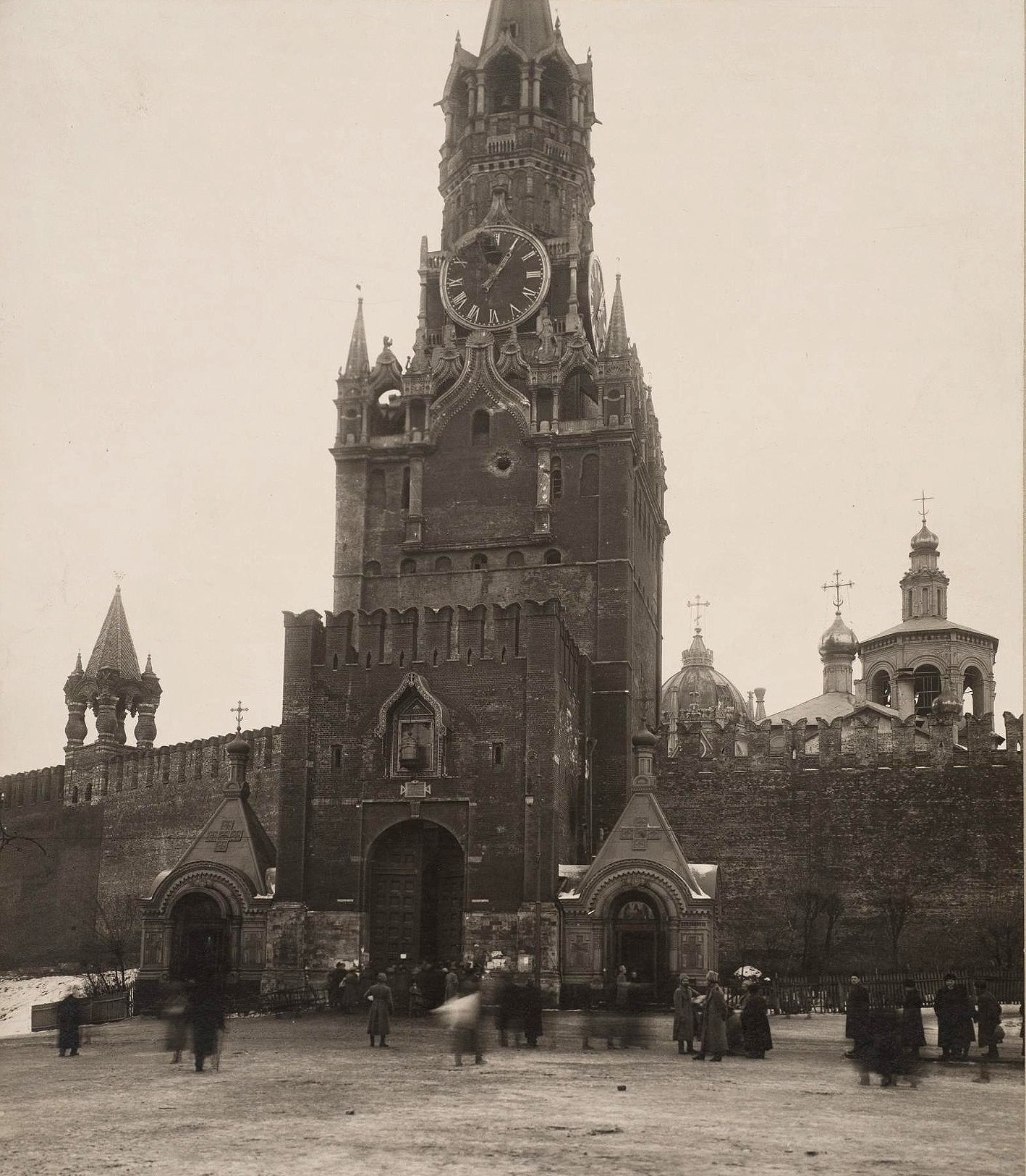
Вид на Спасские ворота после боёв в октябре 1917 г.

Последний раз до революции 1917 года часы реставрировались в 1911 году часовым мастером М. В. Волынским. После 1851 года куранты останавливались один раз — во время Великой Октябрьской Социалистической Революции в октябре 1917 года. Спасская башня пострадала во время уличных боёв красногвардейцев с юнкерами Александровского училища за Кремль. После неудачной попытки штурма крепости, удерживаемой юнкерами, 30 октября большевики начали обстрел из тяжёлых орудий со стороны Воробьёвых гор. Обстрел Малого Николаевского дворца и пулемётной точки, находящейся в Спасской башне вела батарея 6-дюймовых орудий. Обстрел из тяжёлых гаубиц вёлся трое суток. Всего в башню попало 4 снаряда, один из них пробил кладку непосредственно над циферблатом и повредил маятниковую систему и несколько шестерён. Часы остановились 2 ноября 1917 года.
Вопрос о восстановлении часов и смены мелодии музыкального механизма начал решаться после 12 марта 1918 года, когда Советское правительство переехало из Петрограда в Москву и Москва вновь стала столицей государства. Поиск специалистов долго не давал результата, мастера, осмотрев часы, под разными предлогами отказывались от работы, представители известных часовых фирм Павла Буре и Рогинского запрашивали слишком большую сумму. В сентябре 1918-го по указу Владимира Ленина часы восстановил служащий бывшего дворцового ведомства, слесарь Николай Васильевич Беренс, ему помогали сыновья Владимир и Василий. Новую партитуру для курантов разработал и выполнил выпускник художественного училища живописи Михаил Черемных.
С 18 августа 1918 года куранты каждые три часа играли «Интернационал» и траурный марш «Вы жертвою пали…», а с 1932 года — только «Интернационал».
20 февраля 1926 впервые в радиоэфире прозвучали звуки Спасских курантов.
В 1937 году вновь встал вопрос о проведении ремонта кремлевских часов: в очень плохом состоянии находились циферблаты, отваливалась позолота с обода циферблата. На покрытие четырех ободов часовых циферблатов, стрелок и цифр израсходовали 26 кг золота. В результате произведенного ремонта старый циферблат заменили новым. Его также изготовили из железа, толщина которого составила 3 мм, обода сделали из красной меди, которую посеребрили и позолотили электролитическим способом. Цифры, знаки и стрелки были использованы старые, но их вновь посеребрили и позолотили. Толщина покрытия золотом составила около 3 микрон. Сам механизм курантов полностью разобрали, почистили и покрасили, сделали частичные замены отдельных деталей. Тогда же были смонтированы четыре электромотора для подзаводки часов и музыкального механизма. Циферблаты были изготовлены и установлены на Спасской башне заводом «Парострой», золочение выполнил Научно-исследовательский физико-химический институт им. Л. Я. Карпова. Механизм часов отремонтировал Карачаровский механический завод Наркомхоза РСФСР.
В 1938-м курантам потребовалась масштабная перенастройка: из-за деформации механизма от времени и морозов мелодия становилась неузнаваемой, поэтому куранты перестали её играть на 58 лет, но продолжали отбивать часы и четверти. Последние ремонтные работы кремлевских часов перед началом Великой Отечественной войны прошли в 1940 году, когда старая скобка анкерного колеса, захватывающая пять зубьев, была заменена новой скобкой, захватывающей семь зубьев, что облегчило ход часов. Кроме того старый погон маятника, набранный из медных и железных прутьев, заменили деревянным, для уменьшения влияния температуры на ход часов и большей точности хода. Предпринимались попытки наладить колокольный бой курантов: в 1941 году этому помешала война; настройка курантов для исполнения нового гимна на музыку А. В. Александрова и стихи С. В. Михалкова, принятому в 1944 году, оказалась неудачной. В 1970 году не была реализована и модель установки на базе проекта 1938 года. И все эти разработки системы игры предполагали электромагнитный привод вместо использовавшегося механического курантного механизма часов.
Следующая серьёзная реставрация была проведена в 1974-м. Часы остановились на 100 дней. Их механизм полностью разобрали и более тысячи уникальных деталей заменили новыми. В ходе реставрации задействовали новейшие автоматические установки, в частности, для смазки поверхностей более чем 120 трущихся деталей, которая до этого времени проводилась вручную.
В 1995 году была осуществлена комплексная реставрация курантов. Циферблаты и стрелки были демонтированы, подвергнуты рентгеноскопии, покрыты грунтовкой и позолочены. Эта работа художниками-реставраторами проводилась на месте, то есть на Спасской башне (средний ярус), где тщательной обработке подверглись четыре циферблата, восемь стрелок и 48 цифр. Затем все было установлено на своем месте, механизм отрегулирован и запущен вновь.
Мелодия на часах появилась только в конце XX века: они снова заиграли в 1996-м во время инаугурации Бориса Ельцина. В 12 и 6 часов звучала «Патриотическая песня», а в 3 и 9 часов — «Славься» из оперы «Иван Сусанин». При этом, вместо колоколов здесь использовали била («плоские колокола»), изготовленные из колокольной бронзы.
Во время реставрации 1999 года были позолочены стрелки и цифры часов, восстановлен исторический облик верхних ярусов курантов, произведены работы по возобновлению воспроизведения мелодий на колоколах, для чего к имеющимся на то время десяти колоколам добавлены подобранные к ним по тону три новые колокола, изготовленные в Голландии, а вместо «Патриотической песни» зазвучал гимн России.

## Современность

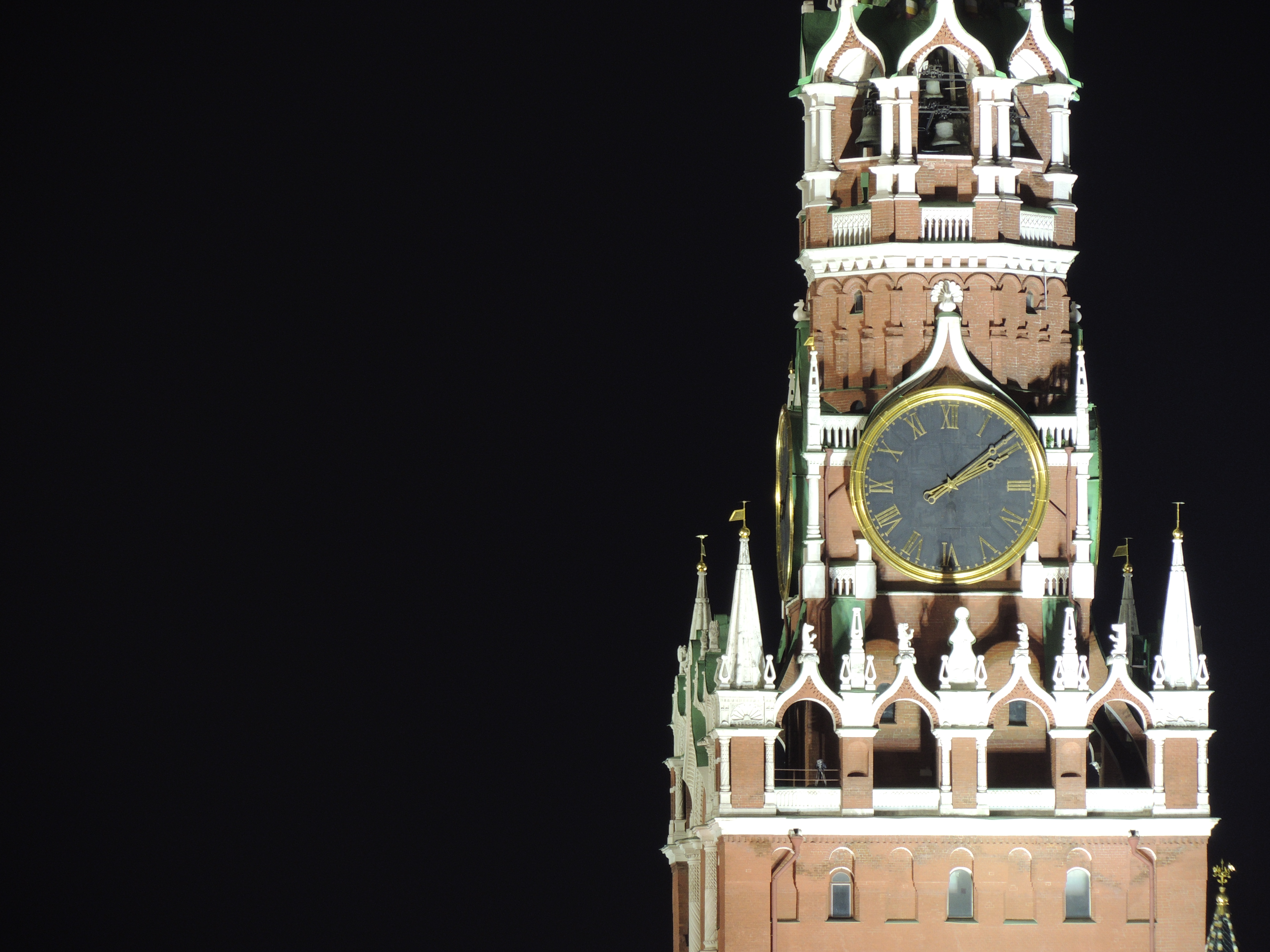
Куранты Московского кремля в 2013 году

В апреле 2006 в газете «Комсомольская правда» появился материал, где говорилось, что «историки и мастера Сафоновского завода технических часов в результате десятилетних изысканий восстановили куранты в первозданном виде», с сюрпризом — из люка находящегося в нижней части циферблата при царе Алексее Михайловиче ровно в полдень появлялась, забавляя государя, кукушка, которая была «говорящей», а нынешними российскими властями было принято решение, «что это будет птица Сирин, символ радости и благополучия державы». Новых сведений по данной теме в прессе не публиковалось.
В октябре 2014 года началась плановая реставрация стен Кремля и часов на Спасской башне. Сам механизм на время реставрации останавливали только кратковременно — из-за чего комендатура Кремля получала множество звонков от желающих сообщить о происшествии с курантами. На время ремонта Спасскую башню и Кремлёвские куранты закрыли лесами. Башню укрыли плотной и звукопоглощающей тканью для сохранения теплового режима и микроклимата. Реставраторы провели работу с наружными частями часов и с их механизмом. В это время колокольный звон передавали по записи через динамики, специально установленные на десятом ярусе башни. В новогоднюю ночь 2015 года на строительные конструкции Спасской башни был спроецирован её вид со стороны Лобного места и мавзолея.
На начало 2020 года на звоннице находились 17 колоколов, но при этом только 14 из них были задействованы в исполнении мелодий или бое. Они вызванивают государственный гимн в полдень и полночь, а также в 6 утра и 18 часов, «Славься» Михаила Глинки исполняли в 3 ночи и 9 утра, 15 часов и 21 час. Главный колокол бьёт каждый час.

### Дооснащение звонницы
Активный проект реставрации Спасской звонницы начался в 2017 году по инициативе Общественного совета Международного военно-музыкального фестиваля «Спасская башня», при участии Фонда Андрея Первозванного. На звоннице Спасской башни до настоящего времени для игры курантов оставалось всего 17 старых колоколов из когда-то существовавших 35, оттого качество звучания мелодий было неудовлетворительным, они мало напоминали оригинальную музыку, тогда как на фото начала века звонница просто усыпана колоколами. Согласно одной из версий, Спасская башня лишилась большей части музыкальных колоколов в 1935 году, когда двуглавых орлов меняли на звёзды, что потребовало установить фермы прямо на звоннице и колокола просто мешали. Проект по модернизации и дооснащению звонницы Спасской башни колоколами существовал ещё с 2012 года — недостающие колокола были несколько раз заказаны на заводе в Тутаеве, но оказалось, что новые колокола имеют другой тембр и окраску звучания, чем старые, поэтому партию колоколов с Тутаевского завода забраковали, а в 2016 году, переговорив с комендантом Кремля, пересмотрели сам подход к обновлению яруса звона на Спасской башне. Было решено дополнить его 12 новыми колоколами.
Для изготовления всего набора музыкальных колоколов был выбран Колокольный завод Валерия Анисимова в Воронеже. Ход выполнения ответственного заказа строго контролировался на всех этапах. Координатором проекта был специалист Константин Мишуровский, что участвовал в восстановлении звона колокольни «Иван Великий» и звонницы Храма Христа Спасителя. Среди новых колоколов отлитых в Воронеже самый тяжелый весит 850 кг, самый маленький — 36 кг. Каждый из набора доводился до нужного качества звучания в течение года. Колокола отлиты из материала, не подверженного коррозии, кроме того, управляющая ими механика не допустит их неправильного использования. В марте 2020 года работа была завершена.
Пока в Воронеже отливали колокола, Мишуровский вместе с дирижёром Президентского оркестра Евгением Никитиным специально для данного проекта создавали заново партитуры Государственного гимна и «Славься». Первая продолжительностью полторы минуты, вторая — минуту.
9 октября 2020 года кремлёвские куранты были временно остановлены для дооснащения звонницы двенадцатью новыми колоколами, отлитыми на Колокололитейном заводе Анисимова. Данные изделия решили украсить полюбившимся литейщикам классическим орнаментом, составленным из древнего символа «трилистник». Такой же использовался в XVII веке на колокольне Ивана Великого.
Ко Дню народного единства 4 ноября 2020 реставрация и модернизация кремлёвских курантов была завершена. В присутствии президента Владимира Путина и министра культуры Ольги Любимовой обновлённые куранты заиграли государственный гимн страны новыми колоколами. Благодаря дооснащению общее количество колоколов доведено до 23 — в ходе реконструкции 6 старых колоколов убрали и добавили 12 новых, как пояснил генерал-лейтенант, член Общественного совета Международного военно-музыкального фестиваля «Спасская башня» Сергей Хлебников. Гимн теперь звучит полторы минуты, а «Славься» — минуту, и качество исполнения мелодии существенно выше, поскольку набор колоколов теперь имеет полную октаву.
11 декабря прошла церемония освящения установленных колоколов. Обряд совершил настоятель храмов Патриаршего подворья Зарядье, протоиерей Вячеслав Шестаков.
Те колокола на звоннице, что исполняют четвертной перезвон и часовой бой, не тронули реставрацией, это было одно из условий перед началом работ, поэтому эта привычная музыка кремлёвских часов не изменится.
До конца 2020 г. специалисты НИИ «Часпрома» спроектировали, изготовили и ввели в эксплуатацию новую систему управления колокольным боем на Спасской звоннице.

## Технические данные
Кремлёвские куранты — механические башенные часы, они работают в одном режиме уже более 150 лет. Масса механизма без колоколов составляет 25 тонн. Он состоит из нескольких тысяч деталей, имеет в своём составе том числе программируемые механизмы, напоминающие музыкальную шкатулку по принципу действия. Точность хода достигается благодаря маятнику массой 32 кг. Прежние часовщики, применили очень странный маятниковый ход. Он не опирается ни на какие известные нам теоретические выкладки. Поэтому период качания маятника у них получился не секундным, как обычно принято. Высота часового механизма — около 3 м, диаметр больших зубчатых колёс — до 1,5 м. Механизм стрелок приводится в действие тремя гирями массой от 160 до 224 кг и уходит вглубь стены почти на 20 метров. Зимой используют более тяжёлую гирю. Гиря поднимается с помощью электродвигателя с редуктором. Главный колокол Спасской башни весит 2160 кг. В механизме Кремлевских курантов установлены особые колокола — карильонные (то есть имеющие каждый свою ноту. Звуку обычных колоколов ноты не присваивают). Музыкальный механизм выглядит как программный медный цилиндр, который  раньше вращала 200-килограммовая гиря, а потом электродвигатель. Барабан заставляет штифты нажимать на клавиши, связанные тросами с колоколами на звоннице. Главной частью механизма вызванивания четвертей часа служит стальной барабан, приводимый во вращение индивидуальным гиревым двигателем. На поверхности барабана в определенной последовательности расположены штифты, задающие программу (мелодию) девяти колоколам, вызванивающим четверти часа. Применены всевозможные противовесы, разгружающие детали механизма и в особенности привод стрелок. Оси разгружены от ветровых и температурных воздействий. Металл – износоустойчивая бронза, самый высококачественный по тем временам материал. А точек смазки  более 200, и требуют они весьма индивидуальной дозировки количества масла. В разработке химического состава всепогодного масла, не изменяющего своих качеств ни в жару, ни в мороз и одинаково хорошо работающего в диапазоне температур от +60 до -40о C, участвовал Всесоюзный научно-исследовательский институт переработки нефти. Точность хода часов Спасской башни контролируется 3 раза в сутки по сигналам точного времени, передаваемым по радио или по времени специального хронометра, установленного в помещении часовой службы. Сверка времени производится по первому звуку колокола вызванивания четвертей часа. Среднесуточная точность хода часов допускается ±10 секунд. Коррекция хода часов осуществляется путём изменения длины маятника, для этого на нём есть специальная гайка. Для дистанционного контроля работы часов в часовой службе установлен электрический эквивалент этих часов, который связан проводной линией с электрическими датчиками, расположенными на маятнике часов в башне.
Существует мнение, что удары главного колокола, звучащие в полночь 31 декабря, возвещают наступление нового года. На самом деле новый час, день и год начинаются с началом перезвона четвертей, то есть за 20 секунд до первого удара часового колокола.

## Галерея

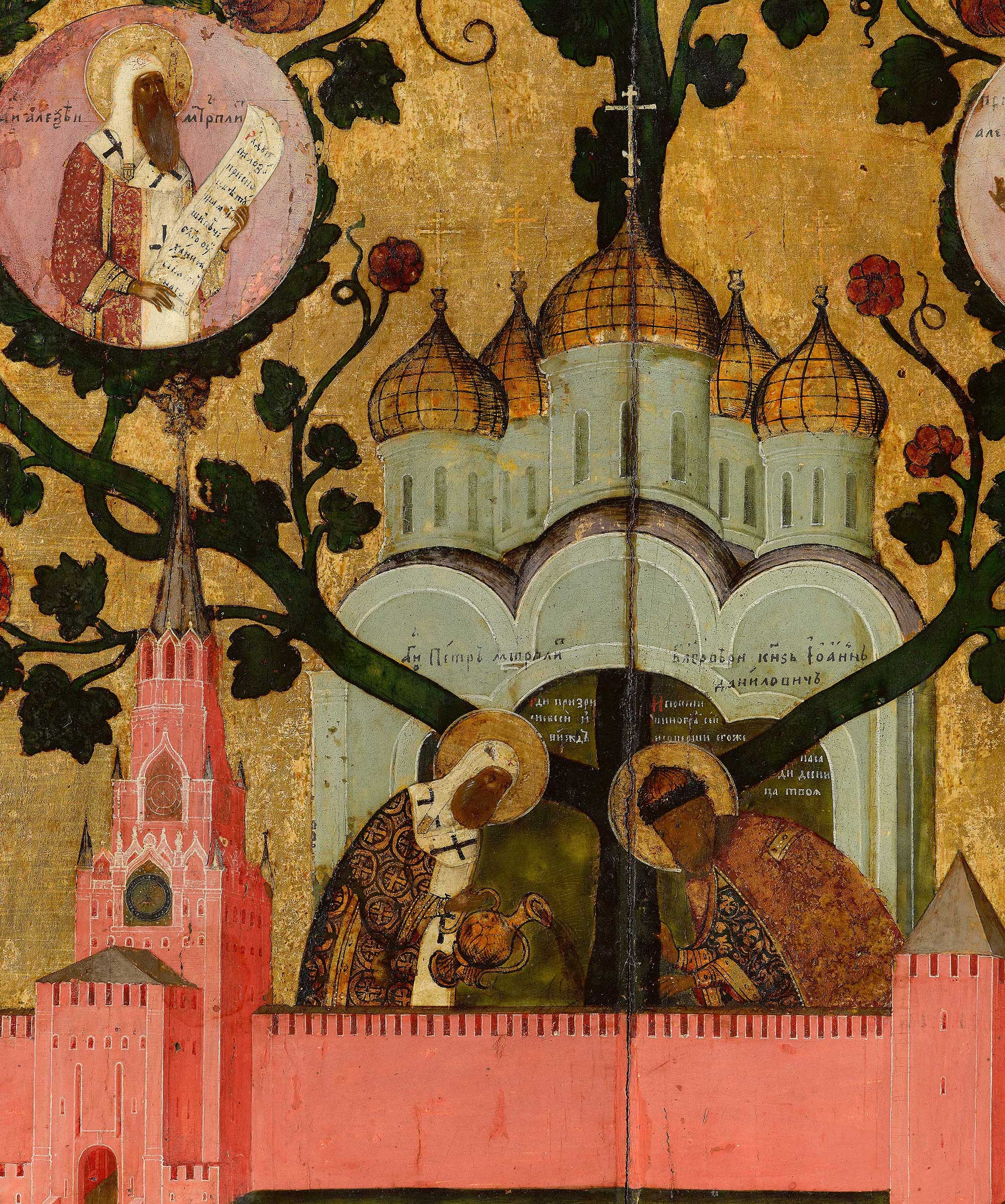
Спасская башня с часами с двумя «указными кругами», фрагмент иконы XVII века Симона Ушакова
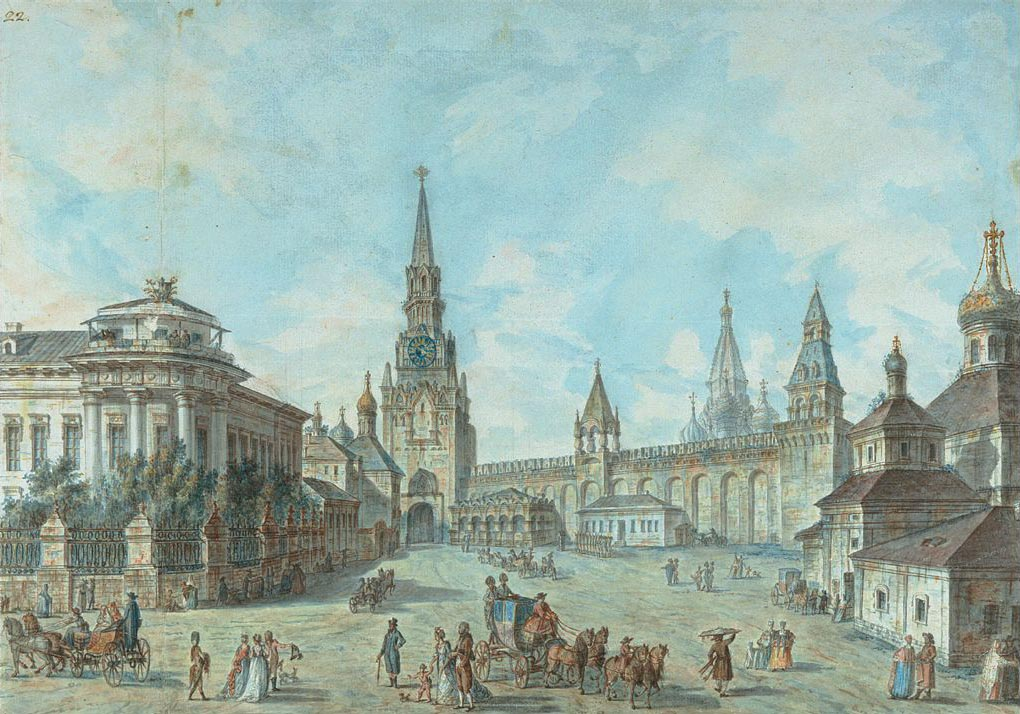
Вид Спасских ворот и ц. Николы Гостунского, Фёдор Алексеев, 1800-1802 гг.
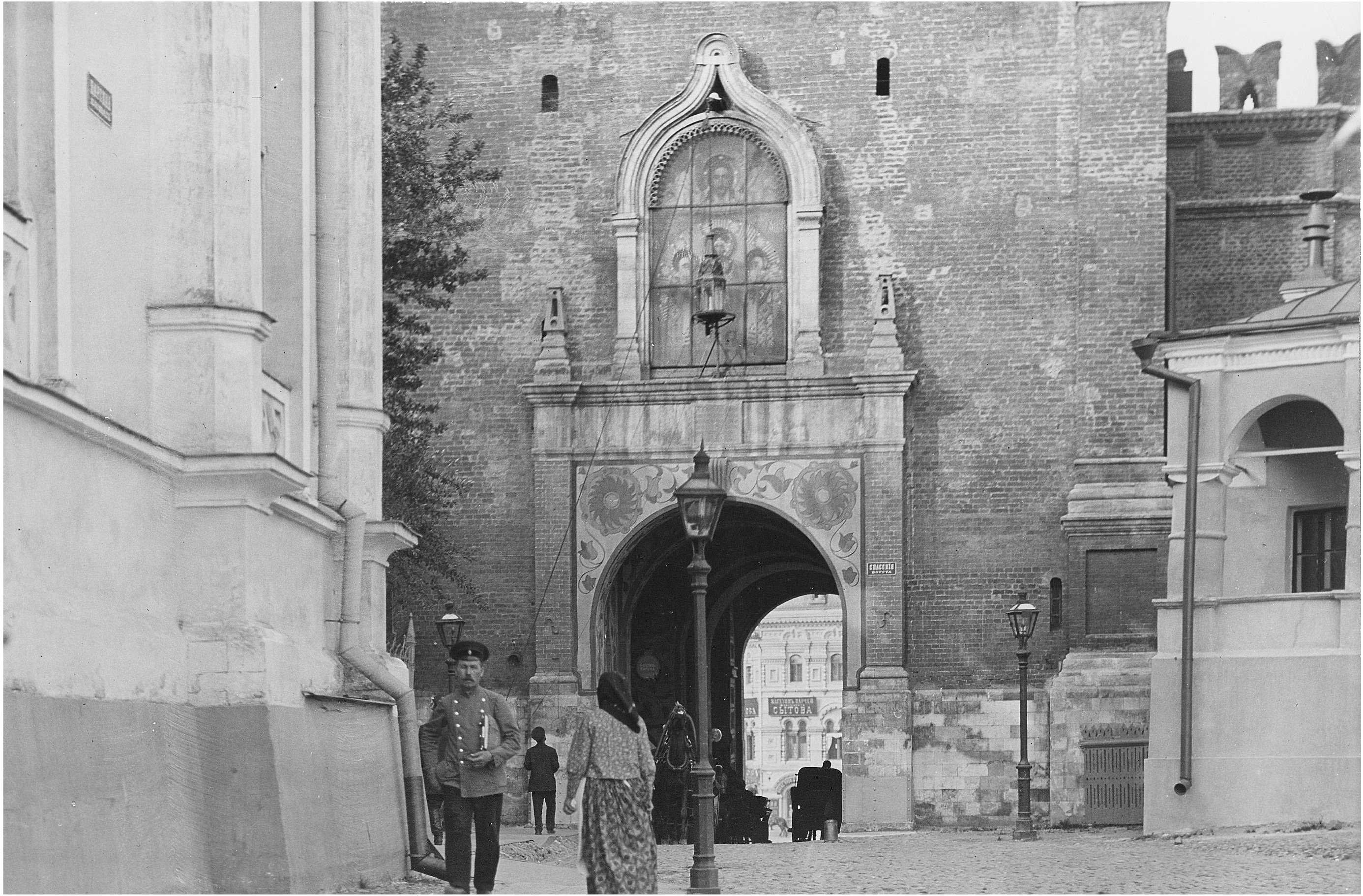
Спасские ворота. Две башенки над порталом — это звёздные эталоны времени XVII века: левая «Пояс Ориона» — 6 минут или половина «дробного» часа, правая — 3 минуты. На колоннах портала есть знаки: заходящей за стену звезды, восходящей из-за стены звезды. Фото начала XX века
Механизм кремлёвских часов, 1900-е гг. (из книги Бартенева С. П., 1912 г.)
Звонница Спасской башни, 1900-е гг. (из книги Бартенева С. П., 1912 г.)
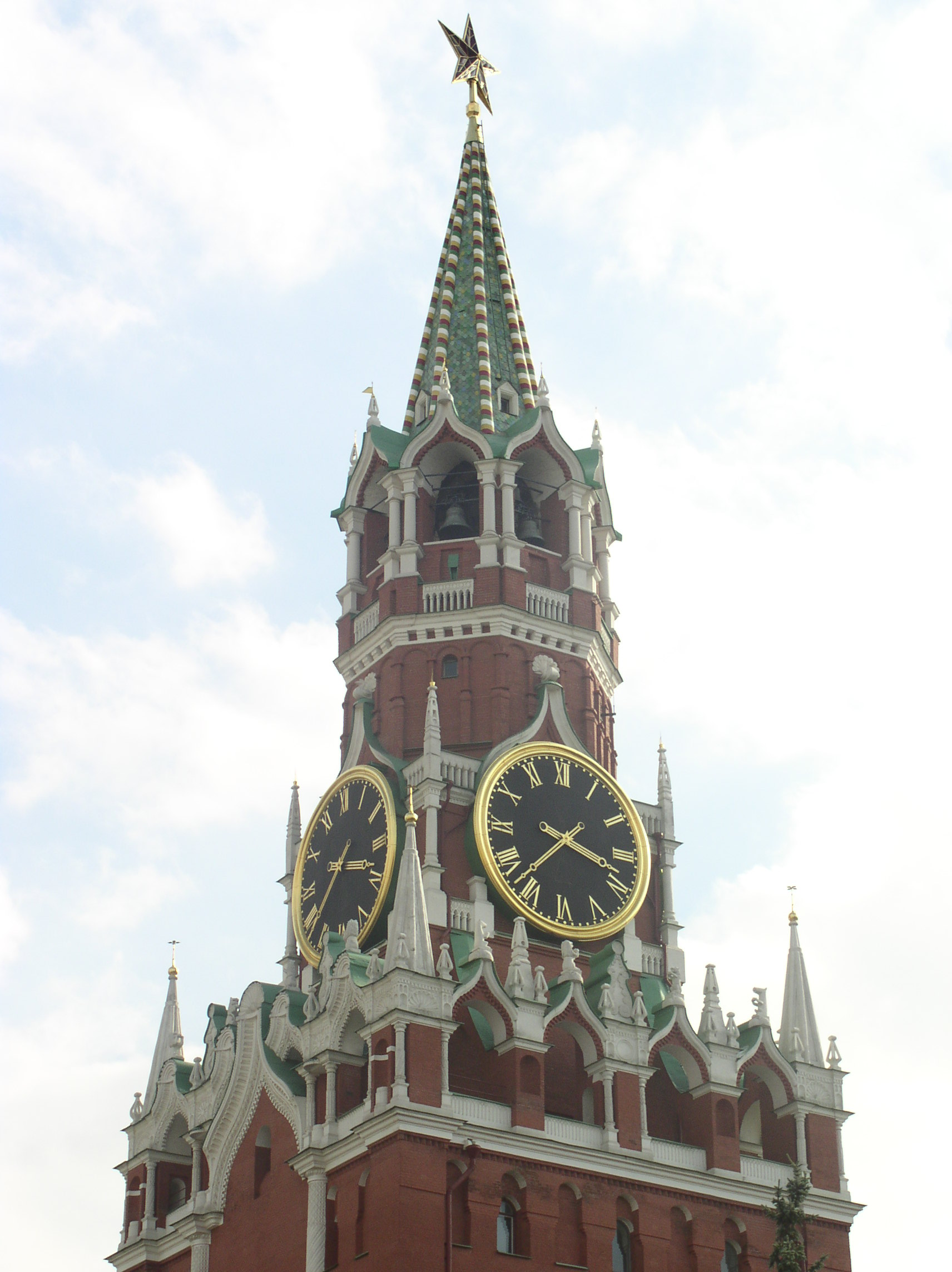
Спасская башня Московского Кремля, 2005
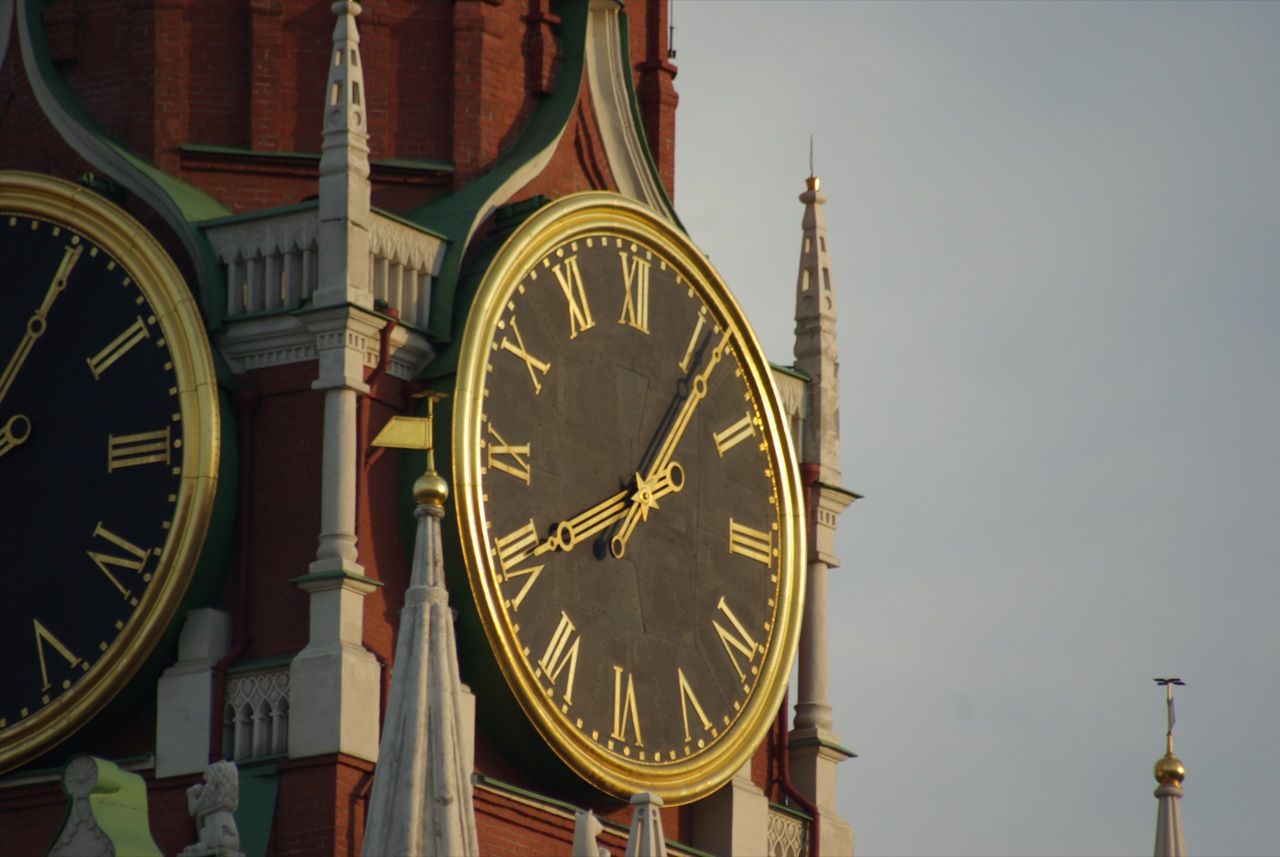
Часы Спасской башни, 2008
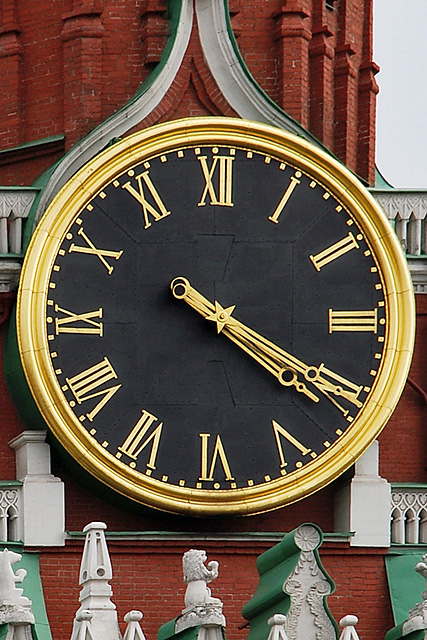
Часы Спасской башни, 2009
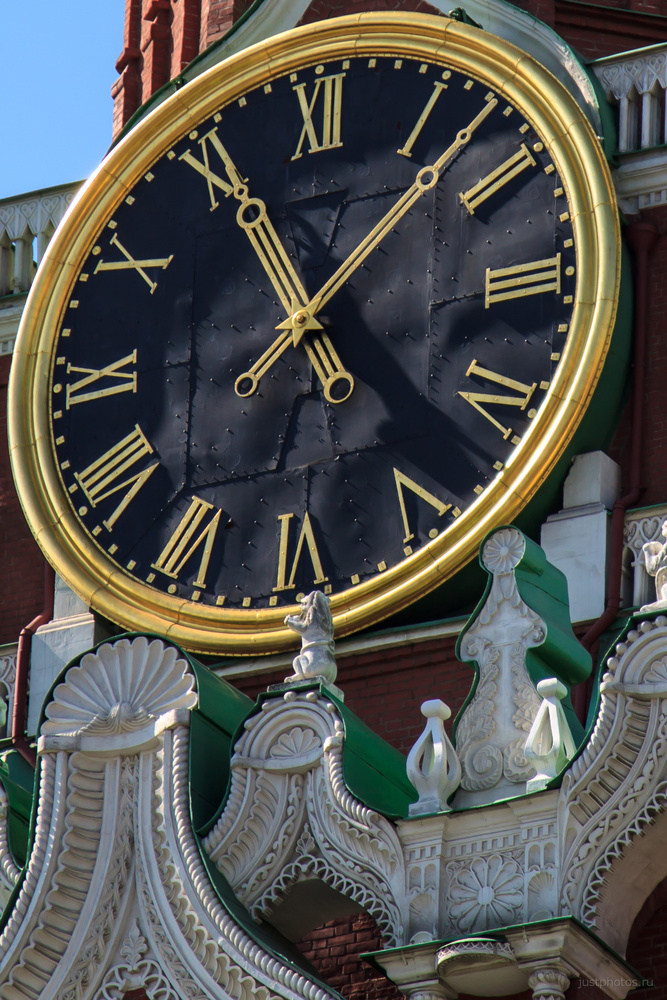
Кремлёвские часы в 2012 году
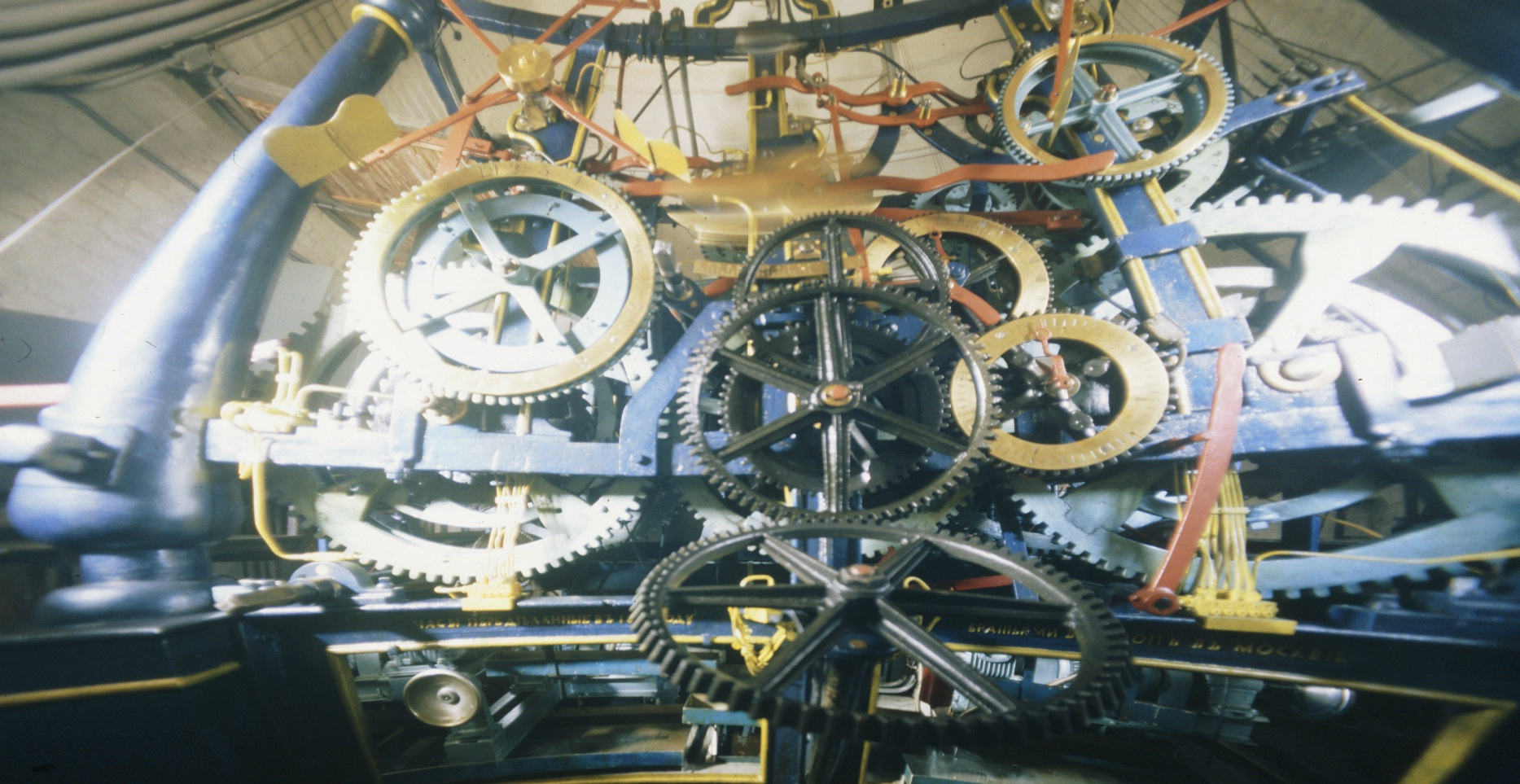
Часовой механизм курантов
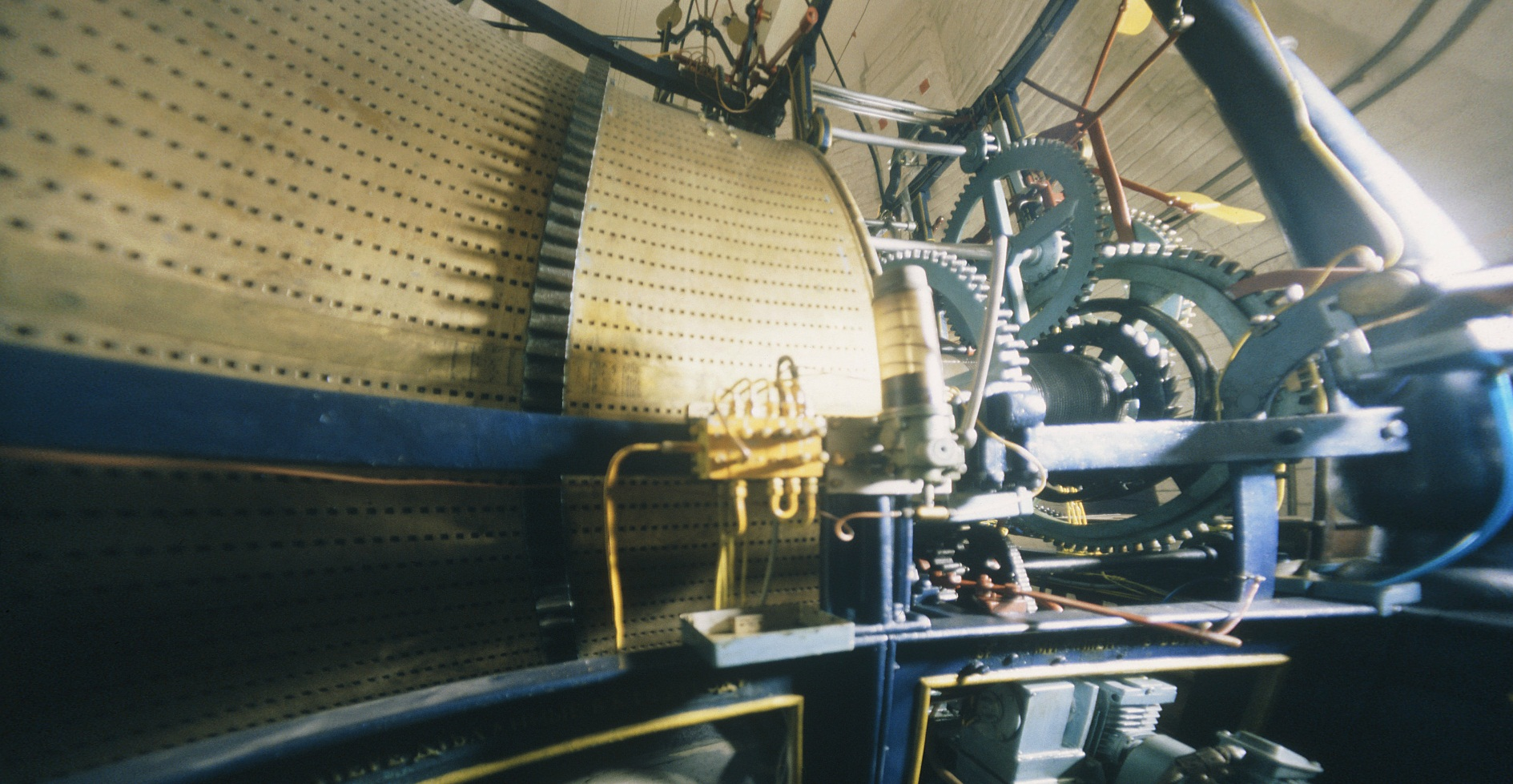
Музыкальный барабан курантов